# Schaarbeeks Biermuseum
Het Schaarbeeks Biermuseum, of het biermuseum van Schaarbeek, is een museum waar Belgische bieren centraal staan in de gemeente Schaarbeek in Brussel. Het museum is een vereniging zonder winstoogmerk (vzw), gesticht op 9 maart 1993 en officieel geopend op 25 maart 1994.
Het Brussels, folklorisch personage Pogge leidt de bezoekers via pancartes rond.
Het museum herbergt een collectie van meer dan 1000 flesjes verschillende Belgische bieren met bijhorend glas. Er worden verscheidene dingen tentoongesteld: oude machines waar bier mee gemaakt werd, uithangborden, presenteerbladen, een archief van bestaande en verdwenen brouwerijen en een gereconstrueerde herberg uit 1900-1930.
"Schaerbeekoise" is een amberkleuring bier van 9° dat speciaal ter ere van het museum geproduceerd wordt door brouwerij Brasserie de l'Abbaye des Rocs.
Het museum is geopend op woensdag en zaterdag van 14.00 tot 18.00 uur.

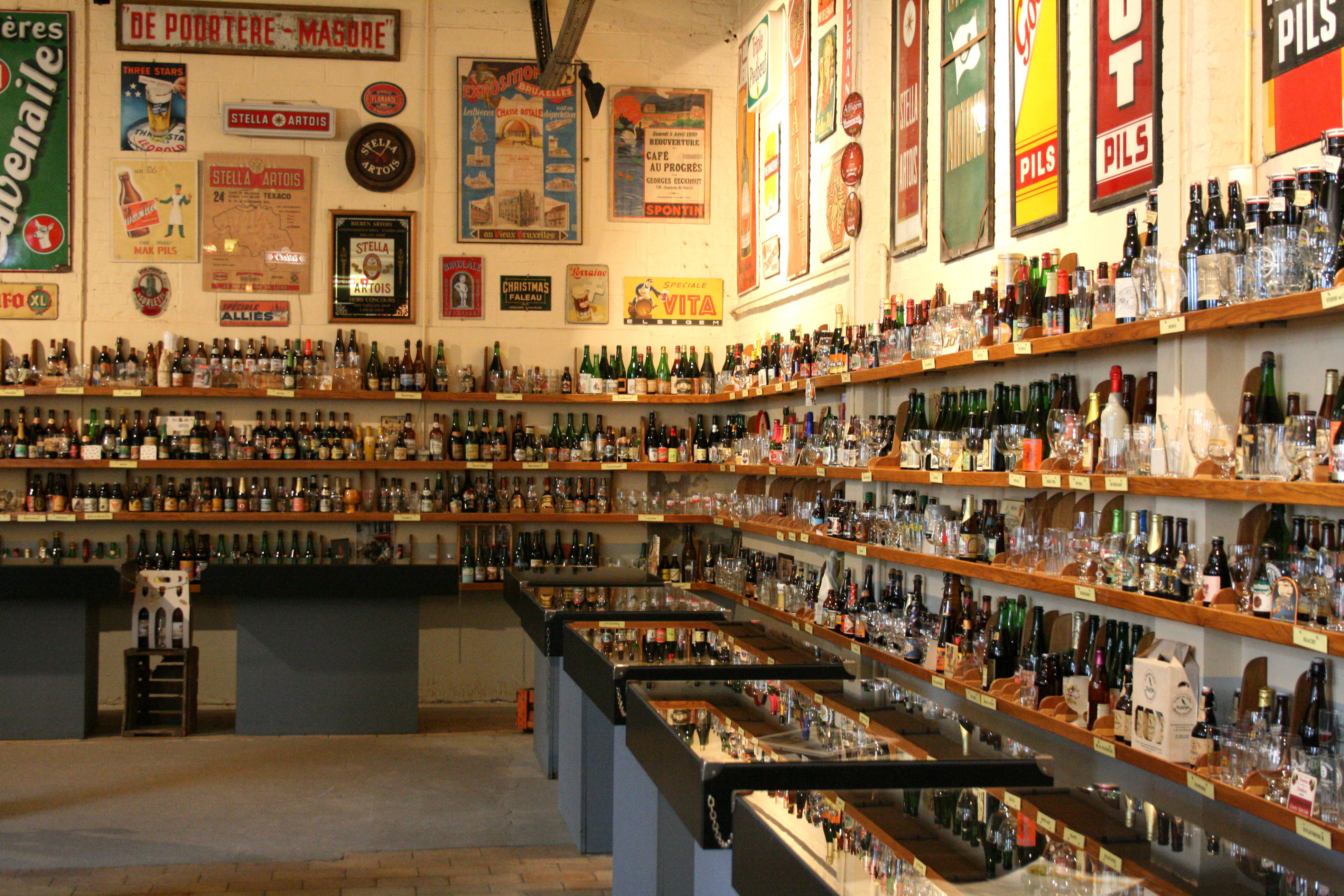
Een greep uit de collectie
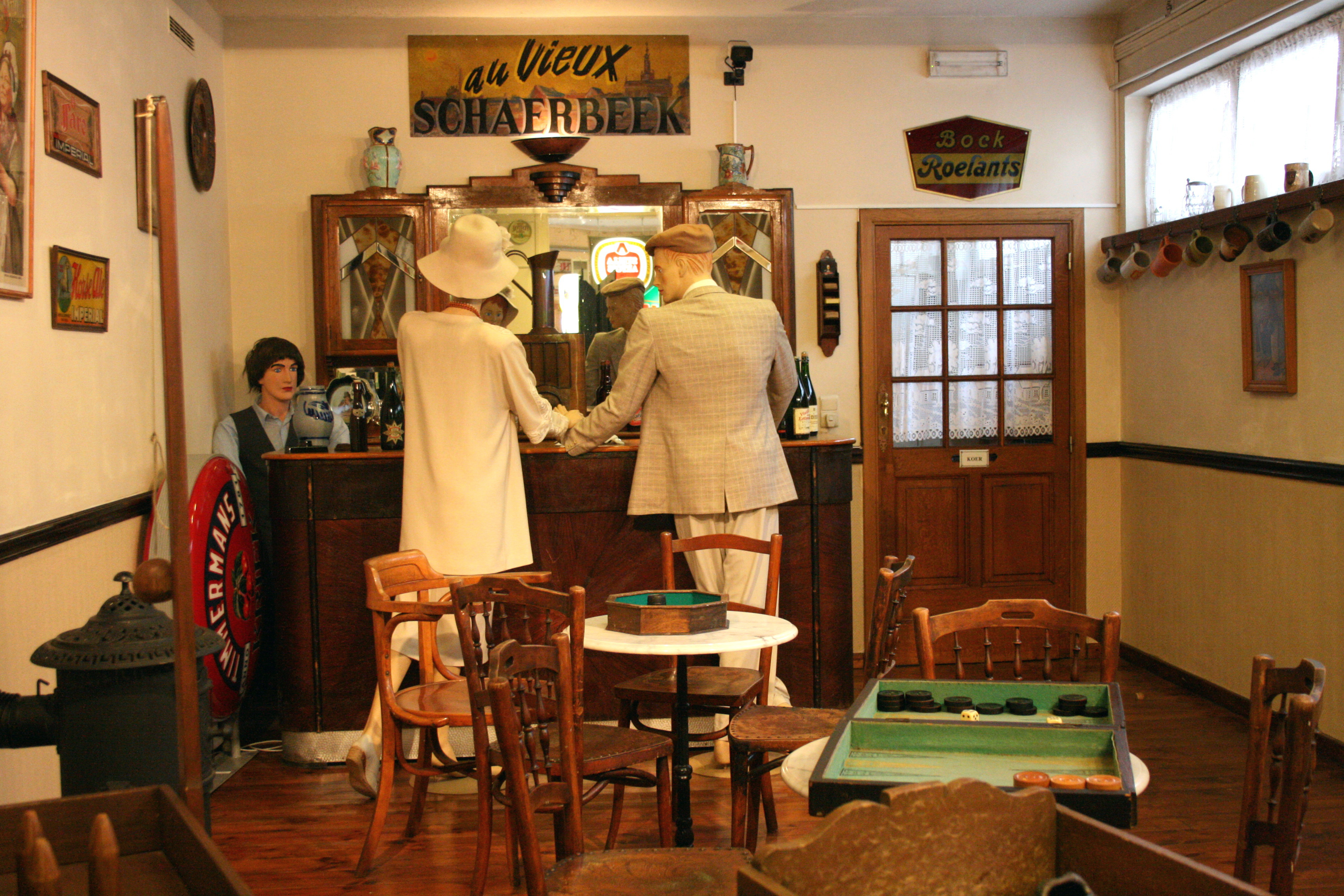
Evocatie van een oud dorpscafé
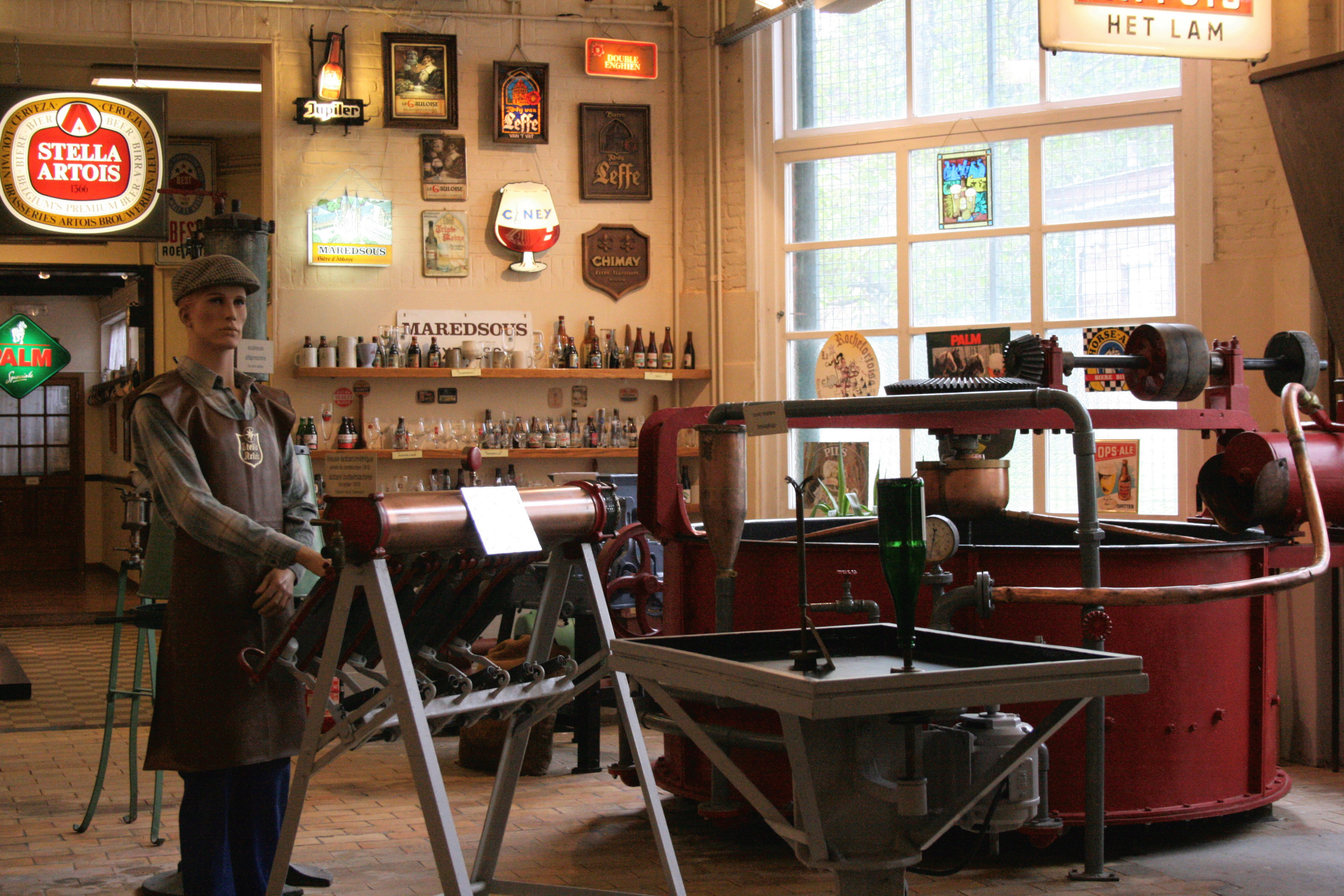
Flessenvuller en oude brouwkuip